# Gdje ste noćas prijatelji stari
Gdje ste noćas prijatelji stari je treći album hrvatskog glazbenika Mate Bulića.
Izašao je 1994. godine.

## Popis pjesama
1. Gdje ste noćas prijatelji stari
2. Ne spremaj mi majko svate
3. Tvoje sam se dušo napio
4. Jednom ćeš i ti plakati
5. Opet cvatu jorgovani
6. Koja gora Ivo
7. Srebro moje srebreno
8. Ako se ikad na nebu sretnemo
9. Bilo jednom sretnih dvoje
10. S one strane Plive